# Saint-Sulpice (Mayenne)
Pour les articles homonymes, voir Saint-Sulpice.
Saint-Sulpice est une ancienne commune française, située dans le département de la Mayenne en région Pays de la Loire, peuplée de 224 habitants et devenue le 1er janvier 2019 une commune déléguée au sein de la commune nouvelle de La Roche-Neuville.
La commune fait partie de la province historique de l'Anjou (Haut-Anjou).

## Géographie
La commune est située dans le Sud-Mayenne.
| Houssay                                               | Houssay                                               | Villiers-Charlemagne |
| Houssay                                               | Saint-Sulpice                                         | Villiers-Charlemagne |
| Loigné-sur-Mayenne (comm. nouv. de La Roche-Neuville) | Loigné-sur-Mayenne (comm. nouv. de La Roche-Neuville) | Fromentières         |

## Histoire
La commune trouverait son origine dans un oratoire, élevé en 1368 par Pierre de Quatrebarbes, un seigneur local.
La commune faisait partie de la sénéchaussée angevine de Château-Gontier dépendante de la sénéchaussée principale d'Angers depuis le Moyen Âge jusqu'à la Révolution française. 
En 1790, lors de la création des départements français, une partie de Haut-Anjou a formé le sud mayennais sous l'appellation de Mayenne angevine.
Le 1er janvier 2019, Saint-Sulpice intègre avec Loigné-sur-Mayenne la commune de La Roche-Neuville créée sous le régime juridique des communes nouvelles instauré par la loi no 2010-1563 du 16 décembre 2010 de réforme des collectivités territoriales. Les communes de Loigné-sur-Mayenne et Saint-Sulpice deviennent des communes déléguées et Loigné-sur-Mayenne est le chef-lieu de la commune nouvelle.

## Politique et administration

### Administration actuelle
Depuis le 1er janvier 2019 Saint-Sulpice constitue une commune déléguée au sein de la commune nouvelle de La Roche-Neuville, et dispose d'un maire délégué. 
| Période      | Période  | Identité          | Étiquette | Qualité |
| ------------ | -------- | ----------------- | --------- | ------- |
| Janvier 2019 | Mai 2020 | Lucien Aubert     | SE        |         |
| Mai 2020     | En cours | Christophe Delogé | SE        |         |

### Administration ancienne
| Période                                  | Période       | Identité                  | Étiquette | Qualité |
| ---------------------------------------- | ------------- | ------------------------- | --------- | --- |
| Janvier 1945                             | Mai 1953      | Édouard Fougère           |           | Agriculteur aux Toits-Fouques |
| Mai 1953                                 | Mai 1970      | Eugène Lebreton           |           | |
| Mai 1970                                 | Mars 1977     | Marcel Lepage             |           | Retraité à la Garde |
| Mars 1977                                | Mars 1989     | Émile Dreux               |           | Agriculteur à la Grand Maison |
| Mars 1989                                | Mars 2008     | Marie-Madeleine Rossignol | SE        | Cadre supérieur de santé publique DDASS de la Mayenne, directrice d’établissement sanitaire social et médico-social, FDE de Vendée, EHPAD de Bouère |
| Mars 2008                                | Décembre 2018 | Lucien Aubert             | SE        | Retraité de la banque |
| Les données manquantes sont à compléter. |               |                           |           | |

## Population et société

### Démographie
En 2021, la commune comptait 224 habitants. Depuis 2004, les enquêtes de recensement dans les communes de moins de 10 000 habitants ont lieu tous les cinq ans (en 2007, 2012, 2017, etc. pour Saint-Sulpice) et les chiffres de population municipale légale des autres années sont des estimations.
| 1793 | 1800 | 1806 | 1821 | 1831 | 1836 | 1841 | 1846 | 1851 |
| ---- | ---- | ---- | ---- | ---- | ---- | ---- | ---- | ---- |
| 584  | 376  | 495  | 545  | 522  | 504  | 518  | 453  | 474  |

| 1856 | 1861 | 1866 | 1872 | 1876 | 1881 | 1886 | 1891 | 1896 |
| ---- | ---- | ---- | ---- | ---- | ---- | ---- | ---- | ---- |
| 456  | 436  | 425  | 418  | 418  | 402  | 370  | 371  | 358  |

| 1901 | 1906 | 1911 | 1921 | 1926 | 1931 | 1936 | 1946 | 1954 |
| ---- | ---- | ---- | ---- | ---- | ---- | ---- | ---- | ---- |
| 365  | 376  | 375  | 287  | 310  | 312  | 304  | 323  | 320  |

| 1962 | 1968 | 1975 | 1982 | 1990 | 1999 | 2007 | 2011 | 2016 |
| ---- | ---- | ---- | ---- | ---- | ---- | ---- | ---- | ---- |
| 292  | 275  | 200  | 182  | 137  | 188  | 219  | 235  | 241  |

| 2019 | - | - | - | - | - | - | - | - |
| ---- | - | - | - | - | - | - | - | - |
| 247  | - | - | - | - | - | - | - | - |

## Culture locale et patrimoine

### Lieux et monuments
- Château de Neuville.
- Château de la Rongère.
- Église Saint-Sulpice.